# 哈尔滨交通广播
哈尔滨交通广播，又称交通925，是哈尔滨广播电视台广播频率第四套节目，于2003年12月1日开播。内容以交通和生活节目为主，广播范围为哈尔滨市全部，全天24小时播音。

## 主要节目
- 交广早高峰
- 有事请找925
- 小青车论坛
- 裴桐路上行
- 温暖回家路
- 一路畅听
- 青春露营地
- 今夜星辰

注：路况信息随时插播

## 播出频率
哈尔滨市
| 发射地         | 频率       |
| 阿城区、依兰县 | FM 92.5MHz |
| 巴彦县         | FM 95.3MHz |

- 92.5MHz在2003年12月1日之前曾被哈尔滨经济广播使用。2007年前，由于频率更改呼号未经广电总局批准，以“哈尔滨经济广播·哈尔滨交通广播网”呼号播出，并在2007年后半年有10天左右全天转播经济广播节目。